# Wassoulou
Le Ouassoulou (ou Wassulu, Wassalou, Wasolon, ou Wassoulou : tranlitération anglophone) est une région historique et une aire culturelle d'Afrique de l'Ouest, centrée autour de la ville de Yanfolila et à cheval sur le Mali, la Guinée et la Côte d'Ivoire d'aujourd'hui.
Il donna son nom à un empire de l'Afrique de l'Ouest précoloniale à la fin du XIXe siècle : l'empire wassoulou.

## Géographie
Le Ouassoulou constitue une aire géographique naturelle étendue du Bafing au nord au fleuve Niger, aux confins de trois états modernes : le Mali avec une grande partie des cercles de Bougouni, et Yanfolila ; la Côte d'Ivoire avec la région du Folon ainsi que la Guinée avec la préfecture de Mandiana.

## Histoire
La région du Ouassoulou est un centre de brassage de plusieurs groupes ethniques. Les Peulhs, qui auraient émigré des hauts plateaux du Fouta Djallon à l'ouest, se sont intégrés aux peuples autochtones Mandé et ont adopté leur langue et leurs coutumes quelque temps avant le XVIIIe siècle, à peu près au même moment où l'Islam s'est répandu dans la région. Il existe également de grandes populations de peuples mandingues originaires du Wassoulou. En raison du brassage de plusieurs générations, de nombreux Peuls de la région du Wassoulou ne parlent plus leur langue maternelle, mais ont conservé leur identité et leurs pratiques culturelles. Certains noms de famille peuls courants du Wassoulou sont Diallo, Diakite, Sidibe et Sangare.
Pendant quelques années et jusqu'en 1778, le Wassoulouké Kondé-Bréma Dyakité lance une croisade anti-musulmane. Il menace le Fouta-Djallon et soumet la ville de Kankan.
À la fin du XVIIIe siècle, le Wassoulou connaît une longue guerre à l'ouest avec le Dioma héritier de l'ancien empire du Mali dirigé par Kassa-Moussa. Ce dernier est allié au nord avec les Diarra de Ségou. Les Wassoulounké réagissent vigoureusement et sous la houlette des Dyakité de Samayana et prennent le contrôle du bas Manding et du pays de Bamako. Mais dès 1808, ils sont expulsés par le nouveau fama de Ségou : Da Diarra.
Au milieu du XIXe siècle, le Wassoulou subi les attaques d'Alpha Mamoudou de Kankan. Les Wassoulounké réagissent rapidement en se plaçant sous la direction d'un jeune chef : Dyèri Sidibé d'Ouloundou. Un rêve lui donne le moyen de trouver des guerriers invincibles. Les élus sont ceux qui entrent en transe lors d'une danse au rythme d'un orchestre composé d'une harpe arquée, d'un résonateur et de clochettes. Le mouvement prend le nom de "Sougo-Dén-Kèlè" : la guerre des Fils du Rêve. Vers 1855, Dyèri meurt lors du siège de Kankan et son armée se sépare.
Dans l'anarchie et les guerres civiles qui suivent, émergent deux chefs : Kodyé-Sory et Adyigbè. Ce dernier résistant à une nouvelle attaque d'Alpha Mamoudou sur le Wassoulou.